# Hammett
Hammett és una pel·lícula estatunidenca dirigida per Wim Wenders, estrenada el 1982.

## Argument
Dashiell Hammett és autor de novel·les policiaques. Antic detectiu privat, les seves novel·les s'inspiren en fets reals. Un vespre, Jimmy Ryan, el seu company d'equip d'abans ve a demanar-li ajuda en una investigació que porta. Hammett és reticent però accepta. Cal trobar Crystal Ling, una prostituta desapareguda. Hammett s'adona ben de pressa que la noia està molt codiciada i que no és l'únic que s'inquieta per la seva desaparició.

## Repartiment
- Frederic Forrest: Dashiell Hammett
- Peter Boyle: Jimmy Ryan
- Roy Kinnear: English Eddie Hagedorn
- Elisha Cook Jr.: Eli, taxista
- Lydia Lei: Crystal Ling
- R.G. Armstrong: Tinent O'Mara
- Richard Bradford: Inspector Bradford
- Michael Chow: Fong Wei Tau
- David Patrick Kelly: The Punk
- Sylvia Sidney: Donaldina Cameron
- Jack Nance: Gary Salt
- Elmer Kline: Doctor Fallon
- Royal Dano: Pops
- Marilu Henner: Kit Conger ou "Sue Alabama"
- Hank Worden: Un empleat de piscina

## Al voltant de la pel·lícula
- La pel·lícula ret homenatge a l'escriptor Dashiell Hammett, cèlebre autor de novel·les negres.

## Premis
- Seleccionat al Festival Internacional de Cinema de Canes el 1982.